# Tillbaka till klass 9A
Tillbaka till klass 9A är en svensk TV-serie som hade premiär på SVT den 29 oktober 2024. Programledare för serien är Anne Lundberg.

## Handling
17 år efter att TV-serien Klass 9A spelades in för första gången får tittarna åter stifta bekantskap med både elever och lärare. 2007 var de med om ett experiment då klassens lärare under en termin byttes ut mot några av Sveriges främsta pedagoger. Det blir båda tillbakablickar och diskussion om vad de tagit med sig in i sina vuxna liv.